# 章志彬
章志彬（英語：Benny Chang，1969年7月1日—），祖籍浙江，生於台北市，現居於美國加州舊金灣區，為當地橫跨網路、電視與廣播之新聞與娛樂媒體工作者。
章志彬於淡江大學教育資料科學學系視聽教育組就讀期間，奠定了包括廣播、電視與電影等媒體相關知識基礎。退伍後進入台灣以新聞傳播聞名的世界新聞傳播學院視聽傳播學系（今世新大學廣播電視電影學系）擔任廣播組助教，並在世新廣播電台製作主持節目，開啟了他的媒體生涯。
他於1990年代初在台灣主持廣播節目，類型囊括藝文、文教與新聞財經。1998年移民至美國舊金山灣區從事電視新聞、網路寫作與華語廣播工作；此外他也自2001年起協助美國基督教廣播電台 Family Radio （页面存档备份，存于） 中文部進行書籍翻譯與國語節目錄製長達九年，後來因該電台全力主張2011年5月21日為世界末日之預言，與其信仰理念不合因而求去。
章志彬於2003年在加州聖荷西州立大學（San Jose State University （页面存档备份，存于））取得教學科技（Instructional Technology）碩士學位，並曾至廣州暨南大學在灣區開設之對外漢語教學碩士班進修。

## 媒體經歷

### 台灣
- 廣播節目製作主持：
- 世新廣播電台 古典合唱與聲樂節目《歌唱沙龍》
- 佳音廣播電台 （页面存档备份，存于） 青少年談心節目《聽我細訴》
- 佳音廣播電台深夜音樂藝文節目《箴言慧語》
- 財訊文化事業 與正聲廣播電台合作，新聞與股市財經分析節目《財經理財頻道》
- 財訊文化事業與中華電視公司合作電視節目《理財快訊》執行製作

### 美國
- 《灣區無線六十六台》(KPST 66)： 電視新聞編譯、記者、編輯、主播
- 《電子商務資訊網 》(e21times.com) ：記者及專欄作家，報導網際網路與電子商務發展趨勢
- 灣區無線26台(KTSF 26)： 國語新聞特約撰稿
- 《世界電視》 (World Channel KMTP 32)：2004年台灣總統大選特別報導採訪主持
- 《星島中文電台》：晨間新聞主播、《粉絲樂翻天》節目主持人

## 歌唱
章志彬就讀台北市立女師專附小期間被選入合唱代表團，隨後持續參與學校合唱團。淡江大學合唱團期間被指導老師蘇慶俊選為《台北愛樂文教基金會 （页面存档备份，存于）》計畫成立之《台北愛樂青年歌劇團》創始團員，參與由 杜黑 教授指揮台北愛樂青年管弦樂團共同演出的喜歌劇《花田，又錯！》 (The Mikado （页面存档备份，存于）) 公演。後陸續加入聲樂家 成明 教授所領導之《成明合唱團》與 蘇慶俊 老師的《福爾摩沙合唱團》，多次於台北國家音樂廳、國父紀念館及社教館等地進行各項演出。較著名者包括《馬勒第二號復活交響曲》、《黃河大合唱》等。

## 中文教學
章志彬對於中文與寫作十分關注，除了曾擔任 中華歸主海沃教會 （页面存档备份，存于） 刊物《芥菜子》總編輯之外，也曾於2007年報考進入廣州 暨南大學華文學院 （页面存档备份，存于） 對外漢語教學碩士班，並協助 北加州中文學校聯合會 （页面存档备份，存于） 年度《中華文化常識比賽》命題與比賽現場讀題工作。他也在灣區擔任中文教師。

## 相關連結
- 星島中文電台
- 中國主持人信息網[永久]
- 無線26號電視台 （页面存档备份，存于）
- Family Radio
- 佳音廣播電台 （页面存档备份，存于）
- 財訊文化事業
- 世新廣播電台
- 北加州中文學校聯合會 （页面存档备份，存于）